# Pölitz
Pölitz település Németországban, Schleswig-Holstein tartományban. Lakosainak száma 1233 fő (2023. december 31.).

## Népesség
A település népességének változása:
| Lakosok száma | 635  | 1213 | 1220 | 1235 | 1210 | 1233 |
|               | 1975 | 2017 | 2019 | 2021 | 2022 | 2023 |